# Paracautleya
Paracautleya es un género de plantas con flores de la familia Zingiberaceae con una sola especies, Paracautleya bhatii.
- Datos: Q9055291
- Especies: Paracautleya